# 10 Wielkopolski Pułk KBW
10 Wielkopolski Pułk KBW – oddział Korpusu Bezpieczeństwa Wewnętrznego.
Pułk istniał w latach 1945-1966, w garnizonie Poznań. Brał udział w pacyfikacji miasta podczas Czerwca '56 (następnie gen. Stanisław Popławski wylądował na lotnisku Ławica i przejął dowództwo akcji od dowódcy 10 Pułku KBW).

## Dowódcy pułku
- ppłk Józef Lipiński (był w 1956)[3]